# 盖西希
盖西希是德国莱茵兰-普法尔茨州的一个市镇。总面积3.91平方公里，总人口371人，其中男性184人，女性187人（2011年12月31日），人口密度95人/平方公里。